# 槟城中环广场
槟城中环广场，为一项大众运输交通枢纽与商业发展计划，位于马来西亚槟城州北海，是个集巴士铁路和海路交通于一体的综合公共交通枢纽。该工程概念取自吉隆坡中央车站，由马资源联合土著资产投资公司投资发展。
2007年7月31日，时任首相敦阿都拉主持动土礼，工程因面对土地问题被迫延期。该工程第一期自2009年施工，预计将于2018年圣诞节前开放使用，并在未来迎来轻快铁、空中德士（SkyCab）、双体船等交通工具。目前，该地建有一座耗资500万令吉的临时巴士总站以应付每日约4,500人次客流量。
第一期的槟城中环将会是公共巴士和长途巴士的终点站，并与临近的北海火车站以及槟城快捷通终站衔接。未来槟城中环也会迎来商业、零售业和住宅区发展。